# 烏川第三水力発電所
烏川第三水力発電所（からすがわだいさんすいりょくはつでんしょ）は、長野県安曇野市堀金烏川に所在する、中部電力の水力発電所である。

## その他
- 河川：烏川
- 最大出力：16,400kW
- 水路式
- 運用開始：1985年（昭和60年）10月
- 安曇平から水圧鉄管が見ることができる。